# AFCアジアカップ2019 (予選)・プレーオフ
このページは、AFCアジアカップ2019予選のプレーオフの結果をまとめたものである。2016年6月2日から2016年10月11日の間に実施された。

## フォーマット
2014年11月のAFCの会合で、プレーオフラウンドを導入することが決定された。2次予選の各組4位チームのうち成績下位4チームおよび各組5位チームの計11チームが参加した。ホーム・アンド・アウェー方式のラウンドを2回行い、勝ち残った8チームが3次予選に進出した。
プレーオフI
シード順位上位10チームが参加し、2チームずつ5組に分けて試合を行う。勝利した5チームが3次予選に進出。敗北した5チームはプレーオフIIに進出する。
プレーオフII
プレーオフIの敗者にランキング最下位を加えた6チームを2チームずつ3組に分けて試合を行う。勝利した3カ国が3次予選に進出する。敗退した3カ国はAFCソリダリティーカップ2016に参加する。

## シード順
組み合わせ抽選会は、2016年4月7日15:00(UTC+8)よりマレーシア・クアラルンプールのAFC本部で行われた。
シード順は、2次予選の結果に基づきランク付けされた。
| プレーオフIから参加                                                           | プレーオフIから参加                                                   | プレーオフII から参加 | 失格国 （出場不可）         |
| ポット1                                                                       | ポット2                                                               | プレーオフII から参加 | 失格国 （出場不可）         |
| ----------------------------------------------------------------------------- | --------------------------------------------------------------------- | --------------------- | --------------------------- |
| 1. タジキスタン 2. チャイニーズタイペイ 3. モルディブ 4. マレーシア 5. ラオス | 1. インド 2. イエメン 3. 東ティモール 4. バングラデシュ 5. カンボジア | 1. ブータン           | - インドネシア - クウェート |

## 結果

### プレーオフI
第1戦は2016年6月2日に、第2戦は2016年6月6日・6月7日に実施された。

| チーム #1            | 合計  | チーム #2      | 第1戦 | 第2戦 |
| -------------------- | ----- | -------------- | ----- | ----- |
| チャイニーズタイペイ | 2 - 4 | カンボジア     | 2 - 2 | 0 - 2 |
| モルディブ           | 0 - 4 | イエメン       | 0 - 2 | 0 - 2 |
| タジキスタン         | 6 - 0 | バングラデシュ | 5 - 0 | 1 - 0 |
| マレーシア           | 6 - 0 | 東ティモール   | 3 - 0 | 3 - 0 |
| ラオス               | 1 - 7 | インド         | 0 - 1 | 1 - 6 |

| 2016年6月2日 19:00 UTC+8 |

| チャイニーズタイペイ     | 2 - 2    | カンボジア                   |
| 黄偉民 6分 · 陳柏良 22分 | レポート | ソクペン 8分 · チョウン 32分 |

| 高雄国家体育場（高雄） 観客数: 3,564人 主審: プランジャル・バネルジェー |

| 2016年6月7日 18:30 UTC+7 |

| カンボジア                          | 2 - 0    | チャイニーズタイペイ |
| ペン 7分 · モニ・ウドン 60分 (pen.) | レポート |                      |

| プノンペン・オリンピックスタジアム（プノンペン） 観客数: 50,000人 主審: アーメド・アル・アリ |

カンボジアが、2試合合計4-2で勝利し3次予選に進出。チャイニーズタイペイはプレーオフIIに進出。
| 2016年6月2日 21:00 UTC+5 |

| モルディブ | 0 - 2    | イエメン                                  |
|            | レポート | アル＝ハグリ 31分 · アル＝ウォラフィ 80分 |

| ガロル国立競技場（マレ） 観客数: 2,600人 主審: 金大英 |

| 2016年6月7日 22:00 UTC+3 |

| イエメン                                 | 2 - 0    | モルディブ |
| アル＝マタリ 24分 · サムーフ 54分 (o.g.) | レポート |            |

| グランド・ハマド・スタジアム（ドーハ, カタール） 観客数: 200人 主審: シヴァコーン・プー・ウドム |

イエメンが、2試合合計4-0で勝利し3次予選に進出。モルディブはプレーオフIIに進出。
| 2016年6月2日 20:00 UTC+3 |

| タジキスタン                                                                          | 5 - 0    | バングラデシュ |
| J.エルガシェフ 19分, 30分 · ウマルバエフ 33分 · D.エルガシェフ 49分 · シャリポフ 72分 | レポート |                |

| パミール・スタジアム（ドゥシャンベ） 観客数: 8,332人 主審: ハンナ・ハッターブ |

| 2016年6月7日 17:00 UTC+6 |

| バングラデシュ | 0 - 1    | タジキスタン |
|                | レポート | ナザロフ 8分 |

| バンガバンドゥ・ナショナル・スタジアム（ダッカ） 観客数: 800人 主審: フセイン・アボ・イェヒア |

タジキスタンが、2試合合計6-0で勝利し3次予選に進出。バングラデシュはプレーオフIIに進出。
| 2016年6月2日 20:45 UTC+8 |

| マレーシア                      | 3 - 0    | 東ティモール |
| バクリ 16分, 21分 · ヤヒア 85分 | レポート |              |

| タン・スリ・ダト・ハジ・ハッサン・ユーヌス・スタジアム（ジョホールバル） 観客数: 3,600人 主審: 木村博之 |

| 2016年6月6日 22:00 UTC+8 |

| 東ティモール | 0 - 3    | マレーシア                                          |
|              | レポート | ジョーンズ 16分 · バクリ 58分 · S.チャントゥル 68分 |

| タン・スリ・ダト・ハジ・ハッサン・ユーヌス・スタジアム（マレーシア, ジョホールバル） 観客数: 1,145人 主審: 何煒昇 |

マレーシアが、2試合合計6-0で勝利し3次予選に進出。東ティモールはプレーオフIIに進出。
| 2016年6月2日 18:30 UTC+7 |

| ラオス | 0 - 1    | インド            |
|        | レポート | ラルペフルア 55分 |

| ニュー・ラオス・ナショナルスタジアム（ヴィエンチャン） 観客数: 1,200人 主審: オマル・アル・ヤクビ |

| 2016年6月7日 19:00 UTC+5:30 |

| インド                                                                                    | 6 - 1    | ラオス          |
| ラルペフルア 43分, 74分 · パッシ 45+1分 · ジンガン 48分 · ラフィク 83分 · カードーゾ 87分 | レポート | シハヴォン 16分 |

| インディラ・ガンディー陸上競技場（グワーハーティー） 観客数: 2,500人 主審: ヤンセン・フー |

インドが、2試合合計7-1で勝利し3次予選に進出。ラオスはプレーオフIIに進出。

### プレーオフII
第1戦は2016年9月6日に、第2戦は2016年10月10日・10月11日に実施された。

| チーム #1      | 合計  | チーム #2            | 第1戦 | 第2戦 |
| -------------- | ----- | -------------------- | ----- | ----- |
| モルディブ     | 5 - 1 | ラオス               | 4 - 0 | 1 - 1 |
| バングラデシュ | 1 - 3 | ブータン             | 0 - 0 | 1 - 3 |
| 東ティモール   | 2 - 4 | チャイニーズタイペイ | 1 - 2 | 1 - 2 |

| 2016年9月6日 21:00 UTC+5 |

| モルディブ                                                | 4 - 0    | ラオス |
| ファシール 15分 · アシファク 67分, 90+3分 · モハメド 87分 | レポート |        |

| ガロル国立競技場（マレ） 観客数: 4,700 主審: 當麻政明 |

| 2016年10月11日 18:00 UTC+7 |

| ラオス          | 1 - 1    | モルディブ      |
| シハヴォン 80分 | レポート | ナシード 90+1分 |

| ニュー・ラオス・ナショナルスタジアム（ヴィエンチャン） 観客数: 1,200 主審: ドミトリー・マシェンツェフ |

モルディブが2試合合計5-1で勝利し3次予選に進出。
| 2016年9月6日 18:00 UTC+6 |

| バングラデシュ | 0 - 0    | ブータン |
|                | レポート |          |

| バンガバンドゥ・ナショナル・スタジアム（ダッカ） 観客数: 5,000 主審: チャリムラト・クルバノフ |

| 2016年10月10日 18:00 UTC+6 |

| ブータン                                 | 3 - 1    | バングラデシュ  |
| J.T.ドルジ 4分 · C.ゲルツェン 26分, 76分 | レポート | M.イスラム 63分 |

| チャンリミタン・スタジアム（ティンプー） 観客数: 6,120 主審: クラム・シャザド |

ブータンが2試合合計3-1で勝利し3次予選に進出。
| 2016年10月8日 19:00 UTC+8 |

| 東ティモール | 1 - 2    | チャイニーズタイペイ |
| ガマ 5分     | レポート | 呉俊青 8分, 38分     |

| 高雄国家体育場（台湾・高雄） 観客数: 2,849 主審: ヴォ・ミン・チー |

| 2016年10月11日 19:00 UTC+8 |

| チャイニーズタイペイ      | 2 - 1    | 東ティモール      |
| 陳毅維 10分 · 陳浩瑋 75分 | レポート | オリヴェイラ 85分 |

| 高雄国家体育場（高雄） 観客数: 1,000 主審: 金喜坤 |

チャイニーズタイペイが2試合合計4-2で勝利し3次予選に進出。